# Leichtathletik-Weltmeisterschaften 2015/Teilnehmer (Niederlande)
| Gelbes Symbol für Goldmedaillen mit stilisierten Olympischen Ringen | Graues Symbol für Silbermedaillen mit stilisierten Olympischen Ringen | Braundes Symbol für Bronzemedaillen mit stilisierten Olympischen Ringen |
| ------------------------------------------------------------------- | --------------------------------------------------------------------- | ----------------------------------------------------------------------- |
| 1                                                                   | 1                                                                     | 1                                                                       |

Der Leichtathletikverband der Niederlande entsandte insgesamt 23 Athleten zu den Leichtathletik-Weltmeisterschaften 2015 in der chinesischen Hauptstadt Peking.

## Medaillen
Mit je einer gewonnenen Gold-, Silber- und Bronzemedaille belegte das niederländische Team Rang 12 im Medaillenspiegel.

### Medaillengewinner

#### Gold
- Dafne Schippers: 200 m

#### Silber
- Dafne Schippers: 100 m

#### Bronze
- Sifan Hassan: 1500 m

## Ergebnisse

### Männer

#### Laufdisziplinen
| Athlet                                                                                              | Disziplin | Vorlauf      | Vorlauf | Halbfinale  | Halbfinale | Finale             | Finale             |
| Athlet                                                                                              | Disziplin | Zeit         | Platz   | Zeit        | Platz      | Zeit               | Platz              |
| --------------------------------------------------------------------------------------------------- | --------- | ------------ | ------- | ----------- | ---------- | ------------------ | ------------------ |
| Churandy Martina                                                                                    | 100 m     | 10,06 s      | 15      | 10,09 s     | 16         | nicht qualifiziert | nicht qualifiziert |
| Churandy Martina                                                                                    | 200 m     | 20,22 s      | 8       | 20,20 s     | 10         | nicht qualifiziert | nicht qualifiziert |
| Liemarvin Bonevacia                                                                                 | 400 m     | 44,72 s      | 16      | 45,65 s     | 24         | nicht qualifiziert | nicht qualifiziert |
| Churandy Martina Liemarvin Bonevacia Patrick van Luijk Hensley Paulina Wouter Brus Solomon Bockarie | 4 × 100 m | 38,41 s      | 8       |             |            | nicht qualifiziert | nicht qualifiziert |
| Thijmen Kupers                                                                                      | 800 m     | 1:46,70 min  | 13      | 1:47,74 min | 15         | nicht qualifiziert | nicht qualifiziert |
| Dennis Licht                                                                                        | 5000 m    | 13:57,61 min | 28      |             |            | nicht qualifiziert | nicht qualifiziert |

#### Sprung/Wurf
| Athlet           | Disziplin  | Qualifikation | Qualifikation | Finale             | Finale             |
| Athlet           | Disziplin  | Weite/Höhe    | Platz         | Weite/Höhe         | Platz              |
| ---------------- | ---------- | ------------- | ------------- | ------------------ | ------------------ |
| Ignisious Gaisah | Weitsprung | 7,77 m        | 22            | nicht qualifiziert | nicht qualifiziert |

#### Zehnkampf
| Athlet             | Disziplin | 100 m   | Weitsprung | Kugelstoßen | Hochsprung | 400 m   | 110 m Hürden | Diskuswurf | Stabhochsprung | Speerwurf | 1500 m      | Punkte | Platz |
| ------------------ | --------- | ------- | ---------- | ----------- | ---------- | ------- | ------------ | ---------- | -------------- | --------- | ----------- | ------ | ----- |
| Pieter Braun       | Ergebnis  | 11,11 s | 7,29 m     | 13,90 m     | 2,04 m     | 48,24 s | 14,37 s      | 42,09 m    | 4,90 m         | 56,95 m   | 4:32,46 min | 8114   | 12    |
| Pieter Braun       | Punkte    | 836     | 883        | 722         | 840        | 898     | 927          | 707        | 880            | 692       | 729         | 8114   | 12    |
| Eelco Sintnicolaas | Ergebnis  | 10,62 s | 7,50 m     | 14,65 m     | 1,92 m     | 47,93 s | DNS          | DNS        | DNS            | DNS       | DNS         | DNF    | DNF   |
| Eelco Sintnicolaas | Punkte    | 947     | 935        | 768         | 731        | 913     | 0            | 0          | 0              | 0         | 0           | DNF    | DNF   |

### Frauen

#### Laufdisziplinen
| Athletin                                                                             | Disziplin | Vorlauf      | Vorlauf | Halbfinale         | Halbfinale         | Finale             | Finale             |
| Athletin                                                                             | Disziplin | Zeit         | Platz   | Zeit               | Platz              | Zeit               | Platz              |
| ------------------------------------------------------------------------------------ | --------- | ------------ | ------- | ------------------ | ------------------ | ------------------ | ------------------ |
| Dafne Schippers                                                                      | 100 m     | 11,01 s      | 5       | 10,83 s            | 2                  | 10,81 s            | Silber             |
| Dafne Schippers                                                                      | 200 m     | 22,58 s      | 5       | 22,36 s            | 5                  | 21,63 s            | Gold               |
| Jamile Samuel                                                                        | 100 m     | DSQ          | DSQ     | nicht qualifiziert | nicht qualifiziert | nicht qualifiziert | nicht qualifiziert |
| Naomi Sedney                                                                         | 100 m     | 11,41 s      | 30      | nicht qualifiziert | nicht qualifiziert | nicht qualifiziert | nicht qualifiziert |
| Dafne Schippers Jamile Samuel Naomi Sedney Kadene Vassell Anouk Vetter Nadine Visser | 4 × 100 m | 42,32 s      | 4       |                    |                    | DSQ                | DSQ                |
| Sifan Hassan                                                                         | 800 m     | 1:59,94 min  | 7       | 1:58,50 min        | 5                  | nicht qualifiziert | nicht qualifiziert |
| Sifan Hassan                                                                         | 1500 m    | 4:09,52 min  | 22      | 4:15,38 min        | 1                  | 4:09,34 min        | Bronze             |
| Maureen Koster                                                                       | 1500 m    | 4:05,55 min  | 6       | 4:10,95 min        | 9                  | nicht qualifiziert | nicht qualifiziert |
| Maureen Koster                                                                       | 5000 m    | DNF          | DNF     |                    |                    | nicht qualifiziert | nicht qualifiziert |
| Susan Kuijken                                                                        | 5000 m    | 15:25,67 min | 8       |                    |                    | 15:08,00 min       | 8                  |
| Susan Kuijken                                                                        | 10.000 m  |              |         |                    |                    | 31:54,32 min       | 10                 |
| Jip Vastenburg                                                                       | 10.000 m  |              |         |                    |                    | 32:03,03 min       | 11                 |

#### Sprung/Wurf
| Athletin    | Disziplin      | Qualifikation | Qualifikation | Finale             | Finale             |
| Athletin    | Disziplin      | Weite/Höhe    | Platz         | Weite/Höhe         | Platz              |
| ----------- | -------------- | ------------- | ------------- | ------------------ | ------------------ |
| Femke Pluim | Stabhochsprung | 4,30 m        | 21            | nicht qualifiziert | nicht qualifiziert |

#### Siebenkampf
| Athletin        | Disziplin | 100 m Hürden | Hochsprung | Kugelstoßen | 200 m   | Weitsprung | Speerwurf | 800 m       | Punkte | Platz |
| --------------- | --------- | ------------ | ---------- | ----------- | ------- | ---------- | --------- | ----------- | ------ | ----- |
| Nadine Broersen | Ergebnis  | 13,55 s      | 1,86 m     | 14,59 m     | 25,41 s | 6,20 m     | 53,52 m   | 2:16,58 min | 6491   | 4     |
| Nadine Broersen | Punkte    | 1043         | 1054       | 833         | 850     | 912        | 928       | 871         | 6491   | 4     |
| Nadine Visser   | Ergebnis  | 12,81 s      | 1,80 m     | 13,16 m     | 23,78 s | 6,14 m     | 40,07 m   | 2:13,72 min | 6344   | 8     |
| Nadine Visser   | Punkte    | 1153         | 978        | 738         | 1002    | 893        | 669       | 911         | 6344   | 8     |
| Anouk Vetter    | Ergebnis  | 13,61 s      | 1,77 m     | 14,24 m     | 24,53 s | 6,11 m     | 51,78 m   | 2:23,71 min | 6267   | 12    |
| Anouk Vetter    | Punkte    | 1034         | 941        | 810         | 930     | 883        | 895       | 774         | 6267   | 12    |